# Qāẕī Khān-e Soflá
Qāẕī Khān-e Soflá (persiska: قاضی خان سفلی) är en ort i Iran.   Den ligger i provinsen Ilam, i den västra delen av landet, 500 km sydväst om huvudstaden Teheran. Qāẕī Khān-e Soflá ligger 937 meter över havet och antalet invånare är 319.
Terrängen runt Qāẕī Khān-e Soflá är huvudsakligen kuperad, men österut är den bergig. Runt Qāẕī Khān-e Soflá är det ganska glesbefolkat, med 43 invånare per kvadratkilometer. Närmaste större samhälle är Lūmār, 15,7 km nordväst om Qāẕī Khān-e Soflá. Omgivningarna runt Qāẕī Khān-e Soflá är i huvudsak ett öppet busklandskap.